# Талдисай (Хобдинський район)
Талдиса́й (каз. Талдысай) — село у складі Хобдинського району Актюбінської області Казахстану. Адміністративний центр та єдиний населений пункт Талдисайського сільського округу.
Населення — 903 особи (2021; 918 у 2009, 1209 у 1999, 1205 у 1989).